# Кампо, Николас дель
Николас Франсиско Кристобаль дель Кампо, маркиз Лорето (исп. Nicolás del Campo; 12 марта 1725, Севилья, Испания — 17 февраля 1803, Мадрид) — испанский колониальный чиновник, государственный деятель Испанской империи, вице-король Вице-королевства Рио-де-ла-Плата (7 марта 1784 — 4 декабря 1789), политик, камергер, военачальник, фельдмаршал, коллекционер.

## Биография
Сын первого маркиза Лорето, выходца из Фландрии.
В молодости вступил на службу в испанскую армию кадетом. Участник Семилетней войны.
В 1763 году получил звание полковника, участвовал в Испанском вторжении в Португалию (1779—1783), во взятии Менорки, осаде Гибралтара (1779). За отличия был удостоен титула маркиза Лорето.
С 7 марта 1784 по 4 декабря 1789 года занимал пост вице-короля Вице-королевства Рио-де-ла-Плата. За время полномочий стимулировал экономику, развивал сельское хозяйство и животноводство, занимался поисками новых источников получения солей хорошего качества по низкой цене, для облегчения засолки мяса на экспорт. Улучшил портовую инфраструктуру, боролся с контрабандой, вёл политику мирного сосуществования и торговли с туземцами. Учредил пособие в связи с тяжелой утратой вдовам и сиротам военнослужащих ВМФ. В 1785 года заложил основу пенсионной системы на территории современной Аргентины. Улучшил почтовую связь между Буэнос-Айресом и основными базами колонии, заселял колонистами Патагонию.
В 1789 году вернулся в Европу. Был приближен ко двору короля Испании Карла IV. Назначен камергером. Получил чин фельдмаршала.
Коллекционирования редкие книги, картины, статуи и старые монеты.